# Clasificación para la Copa Mundial de Fútbol de 1970
75 equipos participaron en la clasificación para la Copa Mundial de Fútbol de 1970, por 14 plazas. México (como anfitrión) e Inglaterra (como campeón del mundial anterior) se clasificaron automáticamente, completando los 16 equipos que disputaron el torneo.
Por primera vez, al ganador de la zona Africana se les garantizó un puesto en un Mundial. Mientras que para la zona Asiática se le sumaron las debutantes selecciones de Oceanía y disputaron 1 cupo. Los 16 lugares disponibles en la Copa del Mundo de 1970 se distribuyeron entre las zonas continentales de la siguiente manera:
- Europa: 9 plazas, una de ellas ocupada por Inglaterra (directamente clasificada), mientras las otras 8 plazas se las disputaron 30 equipos.
- Sudamérica: 3 plazas, disputadas entre 10 equipos.
- Norteamérica, Centroamérica y el Caribe: 2 plazas, 1 de ellas ocupada por México (directamente clasificada), mientras que la otra se la disputaron 13 equipos.
- África: 1 plaza, disputadas entre 13 equipos.
- Asia y OceanÍa: 1 plaza, disputadas entre 7 equipos.

Se jugaron un total de 172 partidos de clasificación, en los que 68 equipos disputaron al menos uno; y donde se marcaron 542 goles (3,15 por partido).

## Equipos clasificados
| N.º | Equipo           | Detalle                                             | Fecha de clasificación  | Part. | Cons. | Última | Mejor presentación                                 |
| --- | ---------------- | --------------------------------------------------- | ----------------------- | ----- | ----- | ------ | -------------------------------------------------- |
| 1   | México           | Anfitrión                                           | 8 de octubre de 1964    | 7     | 6     | 1966   | Primera ronda (1930, 1950, 1954, 1958, 1962, 1966) |
| 2   | Inglaterra       | Campeón de la Copa Mundial de Fútbol de 1966        | 30 de julio de 1966     | 6     | 6     | 1966   | Campeón (1966)                                     |
| 3   | Bélgica          | Ganador del Grupo 6 de la Clasificación de UEFA     | 30 de abril de 1969     | 5     | 1     | 1954   | Primera ronda (1930, 1934, 1938, 1954)             |
| 4   | Uruguay          | Ganador del Grupo 3 de la Clasificación de Conmebol | 10 de agosto de 1969    | 6     | 3     | 1966   | Campeón (1930, 1950)                               |
| 5   | Brasil           | Ganador del Grupo 2 de la Clasificación de Conmebol | 24 de agosto de 1969    | 9     | 9     | 1966   | Campeón (1958, 1962)                               |
| 6   | Perú             | Ganador del Grupo 1 de la Clasificación de Conmebol | 31 de agosto de 1969    | 2     | 1     | 1930   | Primera ronda (1930)                               |
| 7   | El Salvador      | Ganador de la Tercera ronda de la Concacaf          | 8 de octubre de 1969    | 1     | 1     | Debut  | Sin participaciones previas                        |
| 8   | Suecia           | Ganador del Grupo 5 de la Clasificación de UEFA     | 15 de octubre de 1969   | 5     | 1     | 1958   | Subcampeón (1958)                                  |
| 9   | Alemania Federal | Ganador del Grupo 7 de la Clasificación de UEFA     | 22 de octubre de 1969   | 7     | 5     | 1966   | Campeón (1954)                                     |
| 10  | Marruecos        | Ganador del Triangular final de la CAF              | 26 de octubre de 1969   | 1     | 1     | Debut  | Sin participaciones previas                        |
| 11  | Unión Soviética  | Ganador del Grupo 4 de la Clasificación de UEFA     | 4 de noviembre de 1969  | 4     | 4     | 1966   | Cuarto lugar (1966)                                |
| 12  | Rumania          | Ganador del Grupo 1 de la Clasificación de UEFA     | 16 de noviembre de 1969 | 4     | 1     | 1938   | Primera ronda (1930, 1934, 1938)                   |
| 13  | Italia           | Ganador del Grupo 3 de la Clasificación de UEFA     | 22 de noviembre de 1969 | 7     | 3     | 1966   | Campeón (1934, 1938)                               |
| 14  | Checoslovaquia   | Ganador del Grupo 2 de la Clasificación de UEFA     | 3 de diciembre de 1969  | 6     | 1     | 1962   | Subcampeón (1934, 1962)                            |
| 15  | Bulgaria         | Ganador del Grupo 8 de la Clasificación de UEFA     | 7 de diciembre de 1969  | 3     | 3     | 1966   | Primera ronda (1962, 1966)                         |
| 16  | Israel           | Ganador de la Tercera ronda de AFC y OFC            | 14 de diciembre de 1969 | 1     | 1     | Debut  | Sin participaciones previas                        |

## Europa
La FIFA rechazó la participación de Albania. Con los 29 equipos restantes se formaron 8 grupos de 3 o 4 equipos (3 grupos de 3 equipos y 5 grupos de 4 equipos). Se disputaron por el sistema de liguilla, con encuentros en casa y fuera. Los primeros de grupo se clasificaron para el Mundial.

### Grupo 1
| Equipo   | Pts | PJ | PG | PE | PP | GF | GC | Dif |
| -------- | --- | -- | -- | -- | -- | -- | -- | --- |
| Rumania  | 8   | 6  | 3  | 2  | 1  | 7  | 6  | 1   |
| Grecia   | 7   | 6  | 2  | 3  | 1  | 13 | 9  | 4   |
| Suiza    | 5   | 6  | 2  | 1  | 3  | 5  | 8  | -3  |
| Portugal | 4   | 6  | 1  | 2  | 3  | 8  | 10 | -2  |

| Partido  | Partido             | Partido | Partido             | Partido  | Lugar    | Estadio         | Publico | Fecha                   |
| Suiza    | Bandera de Suiza    | 1:0     | Bandera de Grecia   | Grecia   | Basilea  | St. Jakob Park  | 35.778  | 12 de octubre de 1968   |
| Portugal | Bandera de Portugal | 3:0     | Bandera de Rumania  | Rumanía  | Lisboa   | Nacional        | 32.222  | 27 de octubre de 1968   |
| Rumanía  | Bandera de Rumania  | 2:0     | Bandera de Suiza    | Suiza    | Bucarest | Lia Manoliu     | 18.854  | 23 de noviembre de 1968 |
| Grecia   | Bandera de Grecia   | 4:2     | Bandera de Portugal | Portugal | El Pireo | Karaiskakis     | 36.759  | 11 de diciembre de 1968 |
| Portugal | Bandera de Portugal | 0:2     | Bandera de Suiza    | Suiza    | Lisboa   | José Alvalade   | 9.324   | 16 de abril de 1969     |
| Grecia   | Bandera de Grecia   | 2:2     | Bandera de Rumania  | Rumanía  | El Pireo | Karaiskakis     | 37.039  | 16 de abril de 1969     |
| Portugal | Bandera de Portugal | 2:2     | Bandera de Grecia   | Grecia   | Oporto   | Das Antas       | 6.221   | 4 de mayo de 1969       |
| Suiza    | Bandera de Suiza    | 0:1     | Bandera de Rumania  | Rumanía  | Lausana  | De la Pontaise  | 28.466  | 14 de mayo de 1969      |
| Rumanía  | Bandera de Rumania  | 1:0     | Bandera de Portugal | Portugal | Bucarest | Lia Manoliu     | 58.573  | 12 de octubre de 1969   |
| Grecia   | Bandera de Grecia   | 4:1     | Bandera de Suiza    | Suiza    | Salónica | Kaftanzoglio    | 47.458  | 15 de octubre de 1969   |
| Suiza    | Bandera de Suiza    | 1:1     | Bandera de Portugal | Portugal | Berna    | Wankdorfstadion | 28.807  | 2 de noviembre de 1969  |
| Rumanía  | Bandera de Rumania  | 1:1     | Bandera de Grecia   | Grecia   | Bucarest | Lia Manoliu     | 62.577  | 16 de noviembre de 1969 |

### Grupo 2
| Equipo         | Pts | PJ | PG | PE | PP | GF | GC | Dif |
| -------------- | --- | -- | -- | -- | -- | -- | -- | --- |
| Checoslovaquia | 9   | 6  | 4  | 1  | 1  | 12 | 6  | 6   |
| Hungría        | 9   | 6  | 4  | 1  | 1  | 16 | 7  | 9   |
| Dinamarca      | 5   | 6  | 2  | 1  | 3  | 6  | 10 | -4  |
| Irlanda        | 1   | 6  | 0  | 1  | 5  | 3  | 14 | -11 |

| Partido        | Partido                   | Partido | Partido                   | Partido        | Lugar      | Estadio        | Publico | Fecha                    |
| Dinamarca      | Bandera de Dinamarca      | 0:3     | Bandera de Checoslovaquia | Checoslovaquia | Copenhague | Parken Stadion | 30.258  | 25 de septiembre de 1968 |
| Checoslovaquia | Bandera de Checoslovaquia | 1:0     | Bandera de Dinamarca      | Dinamarca      | Bratislava | Tehelne Pole   | 14.249  | 20 de octubre de 1968    |
| Irlanda        | Bandera de Irlanda        | 1:2     | Bandera de Checoslovaquia | Checoslovaquia | Dublín     | Dalymount Park | 32.002  | 4 de mayo de 1969        |
| Hungría        | Bandera de Hungría        | 2:0     | Bandera de Checoslovaquia | Checoslovaquia | Budapest   | Nepstadion     | 72.938  | 25 de mayo de 1969       |
| Dinamarca      | Bandera de Dinamarca      | 2:0     | Bandera de Irlanda        | Irlanda        | Copenhague | Parken Stadion | 26.195  | 27 de mayo de 1969       |
| Irlanda        | Bandera de Irlanda        | 1:2     | Bandera de Hungría        | Hungría        | Dublín     | Dalymount Park | 17.286  | 8 de junio de 1969       |
| Dinamarca      | Bandera de Dinamarca      | 3:2     | Bandera de Hungría        | Hungría        | Copenhague | Parken Stadion | 29.957  | 15 de junio de 1969      |
| Checoslovaquia | Bandera de Checoslovaquia | 3:3     | Bandera de Hungría        | Hungría        | Praga      | Letna          | 33.907  | 14 de septiembre de 1969 |
| Checoslovaquia | Bandera de Checoslovaquia | 3:0     | Bandera de Irlanda        | Irlanda        | Praga      | Letna          | 32.879  | 7 de octubre de 1969     |
| Irlanda        | Bandera de Irlanda        | 1:1     | Bandera de Dinamarca      | Dinamarca      | Dublín     | Dalymount Park | 19.603  | 15 de octubre de 1969    |
| Hungría        | Bandera de Hungría        | 3:0     | Bandera de Dinamarca      | Dinamarca      | Budapest   | Nepstadion     | 32.852  | 22 de octubre de 1969    |
| Hungría        | Bandera de Hungría        | 4:0     | Bandera de Irlanda        | Irlanda        | Budapest   | Nepstadion     | 23.602  | 5 de noviembre de 1969   |
| Desempate      |                           |         |                           |                |            |                |         |                          |
| Checoslovaquia | Bandera de Checoslovaquia | 4:1     | Bandera de Hungría        | Hungría        | Marsella   | Velodrome      | 7.857   | 3 de diciembre de 1969   |

### Grupo 3
| Equipo               | Pts | PJ | PG | PE | PP | GF | GC | Dif |
| -------------------- | --- | -- | -- | -- | -- | -- | -- | --- |
| Italia               | 7   | 4  | 3  | 1  | 0  | 10 | 3  | 7   |
| Alemania Democrática | 5   | 4  | 2  | 1  | 1  | 7  | 7  | 0   |
| Gales                | 0   | 4  | 0  | 0  | 4  | 3  | 10 | -7  |

| Partido              | Partido                      | Partido | Partido                      | Partido              | Lugar       | Estadio         | Publico | Fecha                   |
| Gales                | Bandera de Gales             | 0:1     | Bandera de Italia            | Italia               | Cardiff     | Arms Park       | 18.558  | 23 de octubre de 1968   |
| Alemania Democrática | Bandera de Alemania Oriental | 2:2     | Bandera de Italia            | Italia               | Berlín Este | Walter Ulbricht | 52.117  | 29 de marzo de 1969     |
| Alemania Democrática | Bandera de Alemania Oriental | 2:1     | Bandera de Gales             | Gales                | Dresde      | Hans Stainer    | 38.198  | 16 de abril de 1969     |
| Gales                | Bandera de Gales             | 1:3     | Bandera de Alemania Oriental | Alemania Democrática | Cardiff     | Arms Park       | 22.409  | 22 de octubre de 1969   |
| Italia               | Bandera de Italia            | 4:1     | Bandera de Gales             | Gales                | Roma        | Olímpico        | 67.841  | 4 de noviembre de 1969  |
| Italia               | Bandera de Italia            | 3:0     | Bandera de Alemania Oriental | Alemania Democrática | Nápoles     | San Paolo       | 84.293  | 22 de noviembre de 1969 |

### Grupo 4
| Equipo            | Pts | PJ | PG | PE | PP | GF | GC | Dif |
| ----------------- | --- | -- | -- | -- | -- | -- | -- | --- |
| Unión Soviética   | 7   | 4  | 3  | 1  | 0  | 8  | 1  | 7   |
| Irlanda del Norte | 5   | 4  | 2  | 1  | 1  | 7  | 3  | 4   |
| Turquía           | 0   | 4  | 0  | 0  | 4  | 2  | 13 | -11 |

| Partido           | Partido                       | Partido | Partido                       | Partido           | Lugar    | Estadio      | Publico | Fecha                    |
| Irlanda del Norte | Bandera de Irlanda del Norte  | 4:1     | Bandera de Turquía            | Turquía           | Belfast  | Windsor Park | 38.363  | 23 de octubre de 1968    |
| Turquía           | Bandera de Turquía            | 0:3     | Bandera de Irlanda del Norte  | Irlanda del Norte | Estambul | BJK Inonu    | 19.110  | 11 de diciembre de 1968  |
| Irlanda del Norte | Bandera de Irlanda del Norte  | 0:0     | Bandera de la Unión Soviética | Unión Soviética   | Belfast  | Windsor Park | 35.138  | 10 de septiembre de 1969 |
| Unión Soviética   | Bandera de la Unión Soviética | 3:0     | Bandera de Turquía            | Turquía           | Kiev     | Dynamo       | 71.115  | 15 de octubre de 1969    |
| Unión Soviética   | Bandera de la Unión Soviética | 2:0     | Bandera de Irlanda del Norte  | Irlanda del Norte | Moscú    | Luzhniki     | 83.057  | 22 de octubre de 1969    |
| Turquía           | Bandera de Turquía            | 1:3     | Bandera de la Unión Soviética | Unión Soviética   | Estambul | Ali Sami Yen | 29.642  | 16 de noviembre de 1969  |

### Grupo 5
| Equipo  | Pts | PJ | PG | PE | PP | GF | GC | Dif |
| ------- | --- | -- | -- | -- | -- | -- | -- | --- |
| Suecia  | 6   | 4  | 3  | 0  | 1  | 12 | 5  | 7   |
| Francia | 4   | 4  | 2  | 0  | 2  | 6  | 4  | 2   |
| Noruega | 2   | 4  | 1  | 0  | 3  | 4  | 13 | -9  |

| Partido | Partido            | Partido | Partido            | Partido | Lugar       | Estadio            | Publico | Fecha                    |
| Suecia  | Bandera de Suecia  | 5:0     | Bandera de Noruega | Noruega | Estocolmo   | Rasunda            | 32.063  | 9 de octubre de 1968     |
| Francia | Bandera de Francia | 0:1     | Bandera de Noruega | Noruega | Estrasburgo | Stade de la Meinau | 18.319  | 6 de noviembre de 1968   |
| Noruega | Bandera de Noruega | 2:5     | Bandera de Suecia  | Suecia  | Oslo        | Ullevaal           | 26.284  | 19 de junio de 1969      |
| Noruega | Bandera de Noruega | 1:3     | Bandera de Francia | Francia | Oslo        | Ullevaal           | 22.495  | 10 de septiembre de 1969 |
| Suecia  | Bandera de Suecia  | 2:0     | Bandera de Francia | Francia | Estocolmo   | Rasunda            | 51.954  | 15 de octubre de 1969    |
| Francia | Bandera de Francia | 3:0     | Bandera de Suecia  | Suecia  | París       | Parc des Princes   | 17.916  | 1 de noviembre de 1969   |

### Grupo 6
| Equipo     | Pts | PJ | PG | PE | PP | GF | GC | Dif |
| ---------- | --- | -- | -- | -- | -- | -- | -- | --- |
| Bélgica    | 9   | 6  | 4  | 1  | 1  | 14 | 8  | 6   |
| Yugoslavia | 7   | 6  | 3  | 1  | 2  | 19 | 7  | 12  |
| España     | 6   | 6  | 2  | 2  | 2  | 10 | 6  | 4   |
| Finlandia  | 2   | 6  | 1  | 0  | 5  | 6  | 28 | -22 |

| Partido    | Partido | Partido | Partido | Partido    | Lugar     | Estadio          | Publico | Fecha                    |
| Finlandia  |         | 1:2     |         | Bélgica    | Helsinki  | Olímpico         | 10.578  | 19 de junio de 1968      |
| Yugoslavia |         | 9:1     |         | Finlandia  | Belgrado  | Partizan         | 6.810   | 25 de septiembre de 1968 |
| Bélgica    |         | 6:1     |         | Finlandia  | Waregem   | Regenboogstadion | 8.052   | 9 de octubre de 1968     |
| Bélgica    |         | 3:0     |         | Yugoslavia | Bruselas  | Emile Verse      | 20.233  | 16 de octubre de 1968    |
| Yugoslavia |         | 0:0     |         | España     | Belgrado  | Estrella Roja    | 23.963  | 27 de octubre de 1968    |
| España     |         | 1:1     |         | Bélgica    | Madrid    | Bernabeu         | 11.906  | 11 de diciembre de 1968  |
| Bélgica    |         | 2:1     |         | España     | Lieja     | Maurice Dufrasne | 31.668  | 23 de febrero de 1969    |
| España     |         | 2:1     |         | Yugoslavia | Barcelona | Camp Nou         | 29.914  | 30 de abril de 1969      |
| Finlandia  |         | 1:5     |         | Yugoslavia | Helsinki  | Olímpico         | 8.740   | 4 de junio de 1969       |
| Finlandia  |         | 2:0     |         | España     | Helsinki  | Olímpico         | 11.838  | 25 de junio de 1969      |
| España     |         | 6:0     |         | Finlandia  | La Línea  | Municipal        | 20.904  | 15 de octubre de 1969    |
| Yugoslavia |         | 4:0     |         | Bélgica    | Skopie    | Gradski          | 21.583  | 19 de octubre de 1969    |

### Grupo 7
| Equipo           | Pts | PJ | PG | PE | PP | GF | GC | Dif |
| ---------------- | --- | -- | -- | -- | -- | -- | -- | --- |
| Alemania Federal | 11  | 6  | 5  | 1  | 0  | 20 | 3  | 17  |
| Escocia          | 7   | 6  | 3  | 1  | 2  | 18 | 7  | 11  |
| Austria          | 6   | 6  | 3  | 0  | 3  | 12 | 7  | 5   |
| Chipre           | 0   | 6  | 0  | 0  | 6  | 2  | 35 | -33 |

| Partido          | Partido | Partido | Partido | Partido          | Lugar     | Estadio         | Publico | Fecha                   |
| Austria          |         | 7:1     |         | Chipre           | Viena     | Ernst Happel    | 27.171  | 19 de mayo de 1968      |
| Austria          |         | 0:2     |         | Alemania Federal | Viena     | Ernst Happel    | 67.115  | 13 de octubre de 1968   |
| Escocia          |         | 2:1     |         | Austria          | Glasgow   | Hampden Park    | 79.982  | 6 de noviembre de 1968  |
| Chipre           |         | 0:1     |         | Alemania Federal | Nicosia   | GSP             | 6.080   | 23 de noviembre de 1968 |
| Chipre           |         | 0:5     |         | Escocia          | Nicosia   | GSP             | 5.895   | 11 de diciembre de 1968 |
| Escocia          |         | 1:1     |         | Alemania Federal | Glasgow   | Hampden Park    | 96.292  | 16 de abril de 1969     |
| Chipre           |         | 1:2     |         | Austria          | Nicosia   | GSP             | 5.247   | 19 de abril de 1969     |
| Alemania Federal |         | 1:0     |         | Austria          | Núremberg | Max Morlock     | 69.892  | 10 de mayo de 1969      |
| Escocia          |         | 8:0     |         | Chipre           | Glasgow   | Hampden Park    | 39.095  | 17 de mayo de 1969      |
| Alemania Federal |         | 12:0    |         | Chipre           | Essen     | Georg Melches   | 36.036  | 21 de mayo de 1969      |
| Alemania Federal |         | 3:2     |         | Escocia          | Hamburgo  | Volkparkstadion | 70.448  | 22 de octubre de 1969   |
| Austria          |         | 2:0     |         | Escocia          | Viena     | Ernst Happel    | 10.091  | 5 de noviembre de 1969  |

### Grupo 8
| Equipo       | Pts | PJ | PG | PE | PP | GF | GC | Dif |
| ------------ | --- | -- | -- | -- | -- | -- | -- | --- |
| Bulgaria     | 9   | 6  | 4  | 1  | 1  | 12 | 7  | 5   |
| Polonia      | 8   | 6  | 4  | 0  | 2  | 19 | 8  | 11  |
| Países Bajos | 7   | 6  | 3  | 1  | 2  | 9  | 5  | 4   |
| Luxemburgo   | 0   | 6  | 0  | 0  | 6  | 4  | 24 | -20 |

| Partido      | Partido | Partido | Partido | Partido      | Lugar      | Estadio         | Publico | Fecha                   |
| Luxemburgo   |         | 0:2     |         | Países Bajos | Róterdam   | De Kuip         | 48.188  | 4 de septiembre de 1968 |
| Bulgaria     |         | 2:0     |         | Países Bajos | Sofía      | Vasil Levski    | 18.073  | 27 de octubre de 1968   |
| Países Bajos |         | 4:0     |         | Luxemburgo   | Róterdam   | De Kuip         | 47.207  | 26 de marzo de 1969     |
| Polonia      |         | 8:1     |         | Luxemburgo   | Cracovia   | Henryk Reyman   | 28.327  | 20 de abril de 1969     |
| Bulgaria     |         | 2:1     |         | Luxemburgo   | Sofía      | Vasil Levski    | 18.998  | 23 de abril de 1969     |
| Países Bajos |         | 1:0     |         | Polonia      | Róterdam   | De Kuip         | 43.658  | 7 de mayo de 1969       |
| Bulgaria     |         | 4:1     |         | Polonia      | Sofía      | Vasil Levski    | 38.313  | 15 de junio de 1969     |
| Polonia      |         | 2:1     |         | Países Bajos | Chorzów    | Silesia         | 70.220  | 7 de septiembre de 1969 |
| Luxemburgo   |         | 1:5     |         | Polonia      | Luxemburgo | Josy Barthel    | 5.431   | 12 de octubre de 1969   |
| Países Bajos |         | 1:1     |         | Bulgaria     | Róterdam   | De Kuip         | 63.304  | 22 de octubre de 1969   |
| Polonia      |         | 3:0     |         | Bulgaria     | Varsovia   | Dziesieciolecia | 61.278  | 9 de noviembre de 1969  |
| Luxemburgo   |         | 1:3     |         | Bulgaria     | Luxemburgo | Josy Barthel    | 4.929   | 7 de diciembre de 1969  |

## Sudamérica
Los 10 equipos se agruparon en 3 grupos: 2 grupos de 3 equipos y otro de 4 equipos. Se disputaron por el sistema de liguilla, con encuentros en casa y fuera. Los primeros de grupo se clasificaron para el Mundial.

## Norteamérica, Centroamérica y el Caribe
La FIFA rechazó la participación de Cuba. Se dividió en 3 rondas:
- Primera ronda: Con los 12 equipos restantes se formaron en 4 grupos de 3 equipos cada uno. Se disputaron por el sistema de liguilla, con encuentros en casa y fuera. Los primeros de grupo se clasificaron para la siguiente ronda.
- Segunda ronda: Los 4 equipos se agrupan en eliminatorias a doble partido (con partidos fuera y en casa). Los vencedores pasan a la ronda siguiente.
- Tercera ronda: Los 2 clasificados juegan una eliminatoria a doble partido. El vencedor se clasifica para el Mundial.

## África
La FIFA rechazó la participación de Guinea y Zaire. Se dividió en 3 rondas:
- Primera ronda: Ghana avanzó directamente a la segunda ronda. Los restantes 10 equipos se emparejaron en eliminatorias a doble partido. Los vencedores (determinados por diferencia de goles) pasan a la segunda ronda.
- Segunda ronda: Los 6 equipos se emparejaron en eliminatorias a doble partido. Los vencedores pasan a la tercera ronda.
- Tercera ronda: Los 3 equipos se emparejaron en eliminatorias a doble partido. Los vencedores se clasificaron para el mundial.

## Asia y Oceanía
Corea del Norte se retiró antes de empezar a jugarse los partidos, al negarse jugar contra Israel. Se dividió en tres rondas:
- Primera ronda: Israel, Nueva Zelanda y Rodesia pasaron directamente a la segunda ronda. Los otros 3 equipos (Australia, Japón y Corea del Sur) disputaron una liguilla en Corea del Sur. El primero pasó a la siguiente ronda.
- Segunda ronda: Los 4 equipos se dividieron en 2 grupos de 2 equipos cada uno. Los primeros de grupo pasaron a la tercera ronda.
- Tercera ronda: Los 2 equipos jugaron una eliminatoria a doble partido. El vencedor se clasificó para el mundial.